# きっかわ佳代
きっかわ 佳代（きっかわ かよ、1976年2月12日 - ）は、日本の女優、声優。テアトル・エコー所属。
東京都新宿区生まれ、育ち、在住。
本名及び旧芸名は橘川 佳代子（きっかわ かよこ）。東京都立松原高等学校卒業。

## 主な出演作品

### テレビアニメ
2003年
- ルパン三世 お宝返却大作戦!!

2014年
- 蟲師 続章（豊一の嫁）

### ゲーム
2003年
- 白中探険部（結城真理亜）

2005年
- うるるんクエスト恋遊記（伽羅）

2006年
- ラスト・エスコート〜深夜の黒蝶物語〜（作上明里）
  - ラスト・エスコート〜黒蝶スペシャルナイト〜（作上明里）

### 吹き替え

#### 映画
- 悪魔の毒々モンスター 新世紀絶叫バトル
- イズント・シー・グレート
- エバーラスティング 時をさまようタック
- シャンハイ・ナイト
- ゴッド・ギャンブラー完結編
- 戦争と平和
- ウェルカム・トゥ・コリンウッド
- ビジネス・ウォーズ - チャック・ポートノイ役
- 復活
- 沈黙の聖戦
- 西部戦線異状なし
- 靴に恋して - レイレ役
- ターミネーター2 - タリッサ役
- ナチュラル・シティ - アミ役
- 魔法にかけられて

#### ドラマ・アニメ
- あなたにムチュー
- ウィッチ -W.I.T.C.H.- - ウィルのママ役
- WITHOUT A TRACE/FBI 失踪者を追え!3 - 第2話
- オールイン 運命の愛 - ソニン役
- キス・オブ・デス - ジョージ・オースティン役
- サバイバーIV - サラ役
- サンドゥ学校へ行こう - スッチャ役
- CSI:科学捜査班（第3シーズン）
- スタンリーの動物大好き
- ティーモ・シュプリーモ - クランドルのママ役
- デスパレートな妻たち - マリッサ役
- 天龍八部 - 阿朱役
- ドーソンズ・クリーク
- 突然!サバイバル -アビー役
- トワイライト・ゾーン (2002年)（21話:あの日の忘れ物 - アリシア役）
- ボーイ・ミーツ・ワールド
- ボディ・オブ・プルーフ2 死体の証言 -ジェシカ/カレン・アーチャー役（クリスティーナ・ヘンドリックス）
- ミクロキッズ - トルーディ役
- ミッシング -サイキック捜査官- - サニー・エストラーダ役
- みんなヒーロー - ウィキ＆ティキ役
- メリダとおそろしの森 - キッチンの女中役

### 舞台
- 日本人のへそ（ヘレン天津役）